# Lody
Lody – zamrożony deser, który uzyskuje się poprzez zamrażanie masy uzyskanej z produktów mlecznych (lody mleczne) bądź wody (lody wodne) z dodatkami smakowymi (dodatki tradycyjne – owoce czy czekolada lub nietradycyjne – warzywne, czy nawet mięsne), lub zamrażanie masy złożonej z owoców, cukru i wody (sorbet). Alternatywną opcją dla lodów mlecznych są lody wykonywane na bazie napojów: sojowego, ryżowego, owsianego itp. Lody podawane są w różnej postaci, najczęściej w rożku lub kubku waflowym w postaci gałek lub w postaci zakręconego stożka (lody włoskie i amerykańskie), czy na patyku (zamrożona masa lodowa utrzymuje się na patyku wbitym w jej środek, np. lody „Bambino”). Występują w ogromnej liczbie odmian i z wieloma dodatkami, z których najpopularniejszymi są: bita śmietana, rurki waflowe, rodzynki, kruszone orzechy i kruszona czekolada.

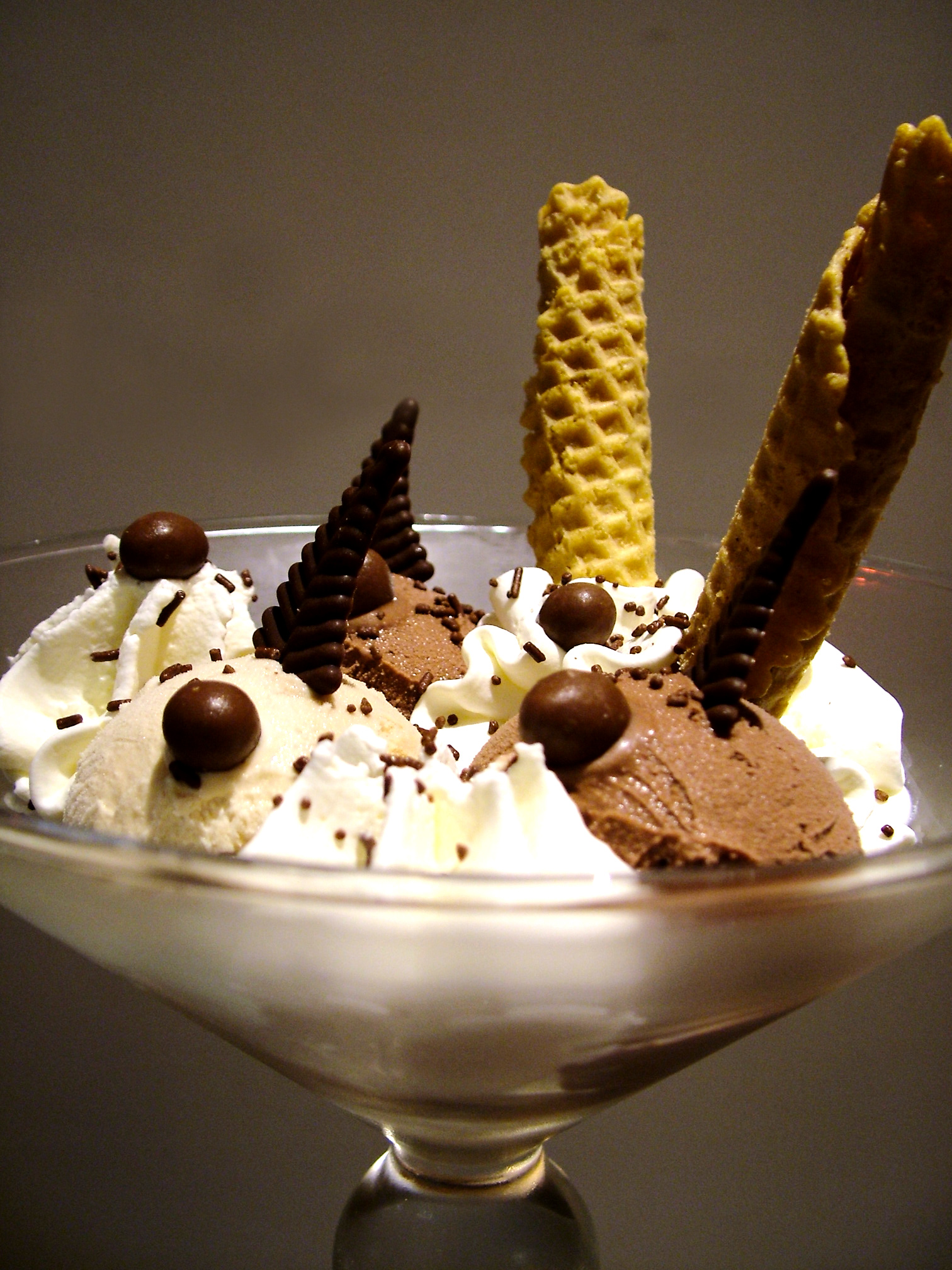
Pucharek lodowy

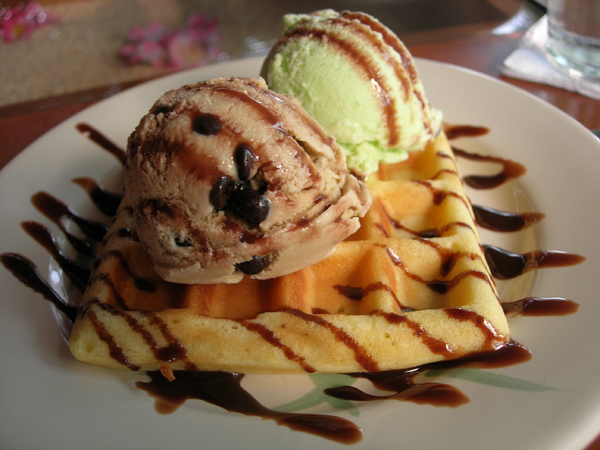
Gałki lodów podane na gofrze

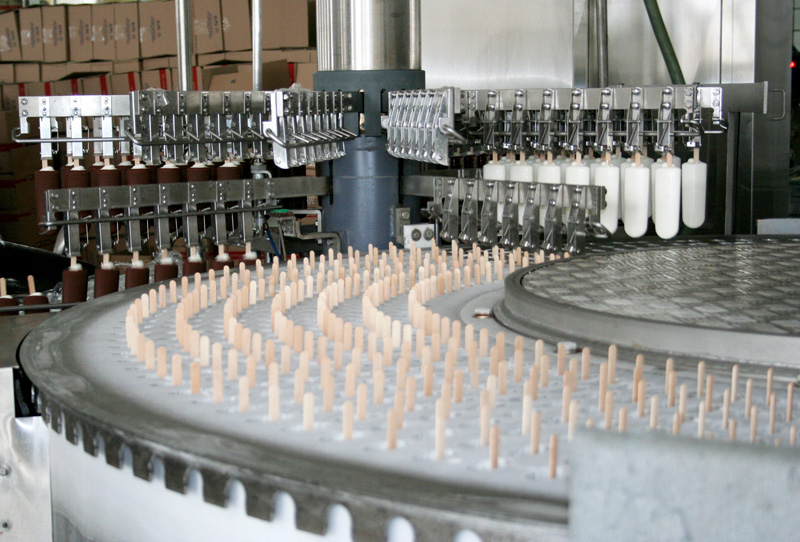
Produkcja lodów na patyku

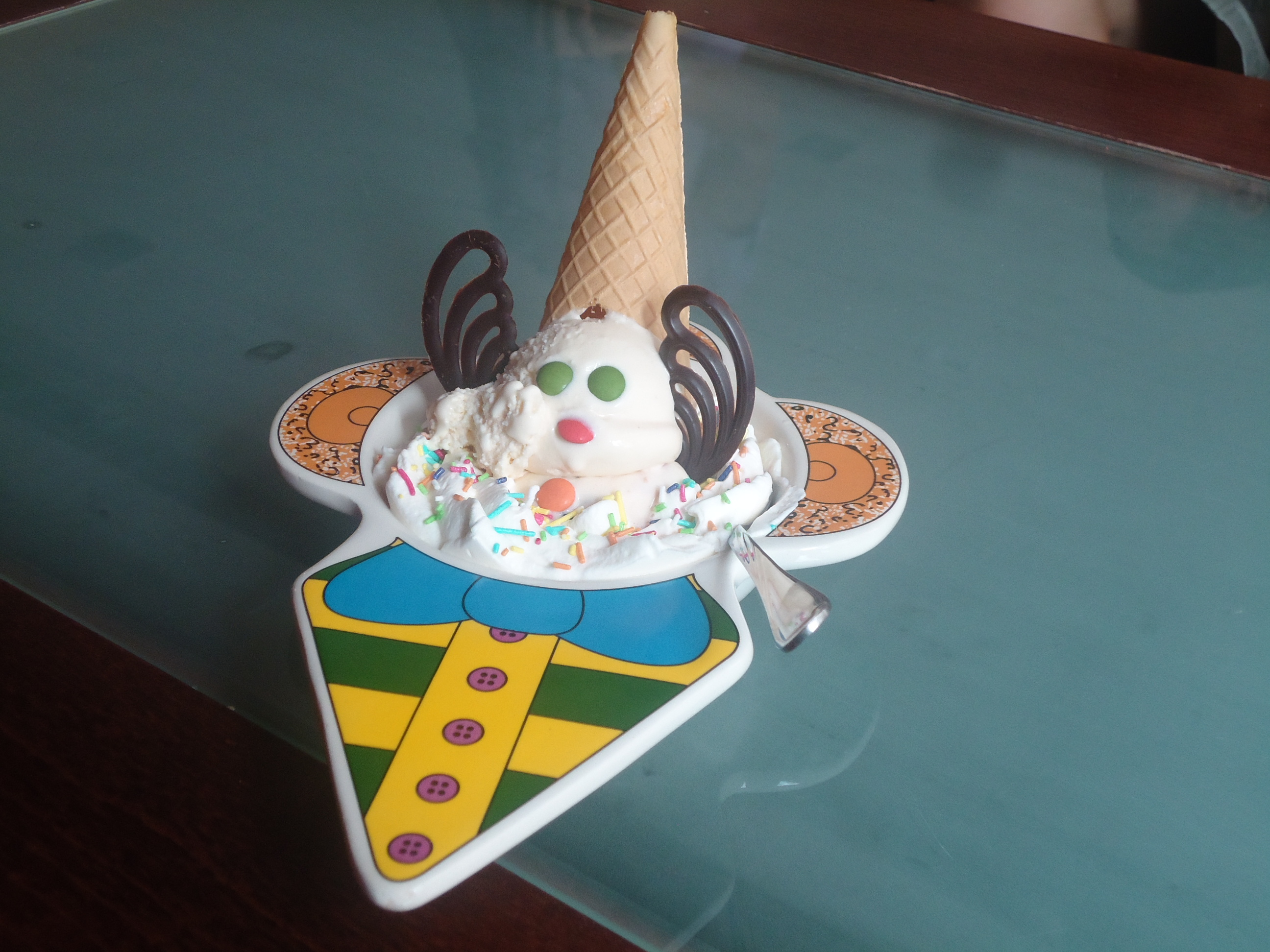

## Historia
Mrożone desery są znane Chińczykom od 3 tysięcy lat, a do Europy trafiły one za sprawą Arabów, którzy w X wieku przekazali receptury sorbetów Sycylijczykom. Współczesne lody stworzył renesansowy architekt i kucharz Bernardo Buontalenti, mrożąc kogel-mogel z mlekiem. Najstarsza wzmianka o sorbetach w języku polskim pochodzi z XVII w., od dyplomatów podróżujących do Turcji. W polskiej książce kucharskiej pierwszy umieścił je w 1783 roku Wojciech Wielądko, początkowo obecne były na dworze królewskim, dopiero potem trafiły do kuchni szlacheckiej. Jedną z pierwszych polskich receptur na lody zapisała w 1880 roku Florentyna Niewiarowska w książce Doświadczone sekreta smażenia konfitur i soków oraz robienia konserw, galaret, marmolad, lodów, wódek, likierów, nalewek, ratafij najrozmaitszych konserw owocowych w spirytusie i occie, owoców suszonych w cukrze i t.p, jednak były wtedy podawane tylko w najbardziej ekskluzywnych lokalach. Do upowszechnienia w Polsce lodów doszło w okresie międzywojennym, kiedy na ulicach Lwowa, Krakowa, Warszawy i Poznania zaczęto sprzedawać lody w dwóch waflach z wózków. Dopiero w latach 1930. pojawiły się pierwsze pakowane lody produkowane fabrycznie Pingwin. W okresie PRL popularne były lody Calypso i Bambino oraz lody z automatów.